# 1985 год в литературе

## Премии

### Международные
- Нобелевская премия по литературе — Клод Симон, «За сочетание в его творчестве поэтического и живописного начал»[1].

- Всемирная премия фэнтези за лучший роман:

1. Барри Хьюэрт, «Мост птиц»;
2. Роберт Холдсток, «Лес Мифаго» (англ. Mythago Wood).

- Всемирная премия фэнтези за лучшую повесть — Джефф Райман, «Непокорённая страна» (англ. The Unconquered Country).

- Всемирная премия фэнтези за лучший рассказ:

1. Скотт Бейкер, «Still Life with Scorpion»;
2. Алан Райан, «The Bones Wizard».

- Премия «Хьюго» за лучший роман — Уильям Гибсон, «Нейромант» (англ. Neuromancer)[2].

- Премия «Хьюго» за лучшую повесть — Джон Варли, «Нажмите „Ввод“» (англ. Press «Enter»)[2].

- Премия «Хьюго» за лучший рассказ — Дэвид Брин, «Хрустальные сферы» (англ. The Crystal Spheres)[2].

### Австрия
- Австрийская государственная премия по европейской литературе — не вручалась.

### Великобритания
- Букеровская премия — Кери Хьюм, «Люди-скелеты» (англ. The Bone People)[3].

- Премия Сомерсета Моэма:

1. Блейк Моррисон «тёмные очки» (англ. Dark Glasses);
2. Джереми Рид, «By the Fisheries»;
3. Джейн Роджерс, «Её живой образ» (англ. Her Living Image).

### Германия
- Премия Георга Бюхнера — Хайнер Мюллер.

- Бременская литературная премия — Рольф Хауфс, «Juniabschied».

### Израиль
- Государственная премия Израиля:
  - за литературу восточного еврейства — Институт Ицхака Бен-Цви;
  - за литературу на идише — Авром Суцкевер.

### Испания
- Премия Сервантеса — Гонсало Торренте Бальестер.
- Премия принцессы Астурийской —  Анхель Гонсалес[4].

### СССР
- Премия Андрея Белого — за прозу —  Василий Аксёнов.

- Государственная премия РСФСР имени М. Горького:

1. Юрий Воронов — за книгу стихов «Блокада» (1973);
2. Софрон Данилов — за книгу «На земле якутской» (романы «Красавица Амга» (1976), «Бьётся сердце» (1967));
3. Владимир Корнилов — за романы «Семигорье» и «Годины»;
4. Вадим Шефнер — за книгу стихов «Годы и миги» (1983).

### США
- Премия Эдгара Аллана По:
  - за лучший роман — Росс Томас, «Заросли шиповника» (англ. Briar patch)[5].
  - за лучший первый роман американского писателя — Р. Д. Розен, «Strike Three, You're Dead»[6].

- Пулитцеровская премия за художественную книгу — Элисон Лури, «Иностранные связи» (англ. Foreign Affairs)[7].

- Пулитцеровская премия за лучшую драму — Стивен Сондхайм и Джеймс Лапин, Мюзикл «Воскресенье в парке с Джорджем» (англ. Sunday in the Park with George)[8].

- Пулитцеровская премия за поэзию — Кэролин Кизер, «Инь» (англ. Yin)[9].

### Франция
- Гонкуровская премия — Ян Кеффелек, «Варварская свадьба» (фр. Les Noces barbares)[10].

- Премия Ренодо — Рафаэль Бийеду, «Mes nuits sont plus belles que vos jours».

- Премия Фемина — Эктор Бьянчотти, «Без милосердия Христова» (фр. Sans la miséricorde du Christ).

- Премия Медичи — Мишель Бродо, «Naissance d’une passion».
  - за лучшее зарубежное произведение — Джозеф Хеллер, «Господу ведомо» (англ. God Knows).

- Премия имени Даля — Феликс Светов, «Опыт биографии».

## Книги
- «Карты Судьбы» (англ. Trumps of Doom) — книга Роджера Желязны.
- «Мир одного дня» (англ. Dayworld) — книга научно-фантастической трилогии писателя Филипа Хосе Фармера.

### Романы
- «Аквариум» — роман Виктора Суворова.
- «Белая крепость» (тур. Beyaz Kale) — роман Орхана Памука.
- «Галапагосы» (англ. Galápagos) — роман Курта Воннегута.
- «Игра Эндера» (англ. Ender’s Game) — роман Орсона Скотта Карда.
- «Контакт» (англ. Contact) — роман Карла Сагана.
- «Крейсера» — исторический роман Валентина Пикуля.
- «Кровавый меридиан» — эпический роман Кормака Маккарти.
- «Любовь во время холеры» (исп. El amor en los tiempos del cólera) — роман Габриэля Гарсиа Маркеса.
- «Парфюмер. История одного убийцы» (нем. Das Parfum. Die Geschichte eines Mörders) — роман Патрика Зюскинда.
- «Роман о Пероне» (исп. La novela de Perón) — исторический роман Томаса Элоя Мартинеса.
- «Символ веры третьего тысячелетия» — книга Колин Маккалоу.
- «Служба доставки Кики» (яп. 魔女の宅急便) — детский роман  Эйко Кадоно.
- «Смерть — дело одинокое» (англ. Death is a lonely business) — роман Рэя Брэдбери.
- «Схизматрица» (англ. Schismatrix) — роман Брюса Стерлинга.
- «Хищник Джаг» (фр. Jag le felin) — роман литературного проекта «Зеб Шилликот».

### Пьесы
- «Дощатовские трагедии» — пьеса Николая Коляды.

### Поэзия
- «Открыто допоздна» (норв. Nattåpent) — последний сборник стихов Ролфа Якобсена.

## Умерли
- 6 февраля — Джеймс Хедли Чейз, британский писатель, мастер детективного жанра (родился в 1906).
- 18 марта — Курт Гейнике, немецкий писатель и поэт (род. в 1891 году).
- 15 апреля — Инес Родена, латиноамериканская писательница, автор более 100 мелодраматических романов, 64 из которых было экранизировано (родилась в 1905).
- 8 мая — Теодор Старджон, американский писатель-фантаст (родился в 1918).
- 31 мая — Роман Завадович, украинский писатель, поэт, журналист, редактор, культурно-образовательный деятель (родился в 1903).
- 16 июня — Эрнст Орвиль, норвежский писатель, поэт и драматург (род. в 1898).
- 2 декабря — Филип Ларкин, английский поэт и джазовый критик (родился в 1922).